# Kadiwéu
Cet article concerne la langue kadiwéu. Pour le peuple kadiwéu, voir Caduveos.
Le kadiwéu (ou caduveo, ediu-adig, mbaya-guaikuru), est une langue waykuruane parlée au Brésil (Mato Grosso do Sul occidental) par environ 1500 Kadiwéus.

## Classification
Le kadiwéu est un descendant moderne de la langue mbayá qui était parlée autrefois jusqu'au Paraguay.

## Écriture
| a | b | c | d | e | g | ǥ | i | j | k | l | m | n | o | p | t | w | x | y |